# Ментол
Ментол (від лат. Mentha – м’ята), гексагідротимол, м'ятна камфора — безбарвна кристалічна речовина, за структурною будовою монотерпеновий спирт, добре відомий через свій фізіологічний ефект створення відчуття холоду. Добре розчинний практично в усіх органічних розчинниках, частково розчинний у воді. Ментол є активатором TRPM8 іонного каналу — трансмембранного білку родини TRP-каналів. Завдяки активації цього іонного каналу відчувається відчуття холоду.

## Синтез
Ментол є складовою частиною багатьох ефірних олій. Найбільша кількість ментолу міститься у м'ятній олії, яка є промисловим джерелом оптично чистого (−)-ментолу. Оптично чистий (−)-ментол може бути отриманий і напівсинтетичними методами з інших монотерпенів [Архівовано 24 лютого 2020 у Wayback Machine.]. Зокрема посередництвом гідрування моноциклічного терпенового кетону піперитону. Промислове значення має також синтетичний метод гідрогенізації тимолу, що дає суміш стереоізомерів ментолу. Рацемічний (±)-ментол відділяють від інших стереоізомерів дистиляцією.
Рацемічний (±)-ментол має менш ефективну фізіологічну дію. (±)-Ментол, Т.пл. 38 °C, n20
D 1,4615.

## Використання
- Як ароматизатор для харчових продуктів, цигарок, косметики, жувальної гумки.
- Складник лікарських засобів (валідол, корвалол, меновазін тощо), легкий місцевий анестетик, антисептик.
- Використовується у виробництві засобів для освіження подиху.

## Структура ментолу
- Існує вісім енантіомерів ментолу. Але майже завжди це форма, зображена на схемі унизу ліворуч: (1R,2S,5R).

- Ізопропильна група ментолу орієнтована транс- до метильної та спиртової груп.

## Хімічні властивості
- Під дією різних умов ментол перетворюється на інші органічні сполуки. Деякі з реакцій за участю ментолу наведені на малюнку вище. Похідні ментолу: ментон, 3-ментен, хлорид ментилу.